# Путнин, Владимир Маркович
Влади́мир Ма́ркович Пу́тнин (латыш. Voldemārs Putniņš; 6 февраля 1896, Венден, Венденский уезд, Лифляндская губерния, Российская империя — 19 июня 1938, Ростов-на-Дону, РСФСР, СССР) — деятель ВКП(б), 1-й секретарь Мордовского обкома. Входил в состав особой тройки НКВД СССР.

## Биография
Владимир Маркович Путнин родился 6 февраля 1896 года в Вендене Лифляндской губернии. В Первой мировой войны участвовал с 1915 по 1917 годы в русской армии. Получил воинское звание прапорщика.
В 1918 году вступил в РКП(б), и его дальнейшая деятельность была связана с партийно-хозяйственной работой.
- март 1918—февраль 1919 года — комиссар Центрального телеграфа Пензы
- февраль 1919—ноябрь 1920 года — председатель Правления, заведующий Пензенским губернским отделом связи
- ноябрь 1921—апрель 1921 — заведующий Пензенским губернским отделом юстиции
- апрель—июль 1921 года — ответственный секретарь Пензенского губернского комитета РКП(б)
- июль—декабрь 1921 года — председатель Пензенского губернского Союза потребительских обществ
- январь—ноябрь 1922 года — член Правления Центрального областного Союза потребительских обществ города Минска
- ноябрь 1922—октябрь 1923 года — ответственный секретарь Борисовского уездного комитета КП(б) Беларуси
- 26 марта 1923 года—4 февраля 1924 года — член ЦК КП(б) Беларуси
- октябрь 1923—апрель 1924 года ответственный секретарь Ляховского районного комитета КП(б) Беларуси
- май 1924—ноябрь 1925 года — заведующий Организационным отделом Царицынского губернского комитета РКП(б)
- ноябрь 1925—август 1927 года — ответственный секретарь Сталинградского губернского комитета ВКП(б)
- август 1927—май 1929 года — слушатель Курсов марксизма-ленинизма при ЦК ВКП(б)
- июнь 1929—январь 1931 года — заведующий Нижне-Волжским краевым отделом советской торговли
- февраль 1931—февраль 1932 года — заведующий Северо-Кавказским краевым отделом снабжения
- февраль—ноябрь 1932 года — 1-й секретарь Ростовского городского комитета ВКП(б)
- ноябрь 1932—январь 1934 года — секретарь Северо-Кавказского краевого комитета ВКП(б) по снабжению
- январь 1934—август 1935 года — 2-й секретарь Северо-Кавказского краевого комитета ВКП(б)
- август 1935—май 1937 года — 2-й секретарь Курского областного комитета ВКП(б)
- 14 июня—19 июля 1937 года — 1-й секретарь Мордовского областного комитета ВКП(б). Этот период отмечен вхождением в состав особой тройки, созданной по приказу НКВД СССР от 30.07.1937 № 00447[2] и участием в сталинских репрессиях[3].

## Завершающий этап
Арестован в июле 1937 года. Приговорён к ВМН 10 июня 1938 года. Расстрелян в Ростове-на-Дону 19 июня 1938 года.

## Награды
- 24.6.1915, Медаль «За труды по отличному выполнению всеобщей мобилизации 1914»
- 24.2.1917, Георгиевский крест IV степени № 970919 — за выдающиеся подвиги храбрости и самоотвержения, оказанные в боях в декабре 1916 г. и январе 1917 г.